# Vallogna
La Vallogna è un torrente della provincia di Bergamo. Nasce dal colle Bastia, propaggine del monte Misma, nelle Alpi Orobie, in territorio di Pradalunga. Confluisce dopo 2,5 km da sinistra nel Serio a Nembro, in Val Seriana. Il suo corso, nella parte finale, segna il confine tra i comuni di Pradalunga e Nembro, bagnando le frazioni Cornale e Gavarno.